# Irene van der Reijken
Irene van der Reijken (13 de agosto de 1993) es una deportista de los Países Bajos que compite en atletismo. Destaca en los 3000 metros obstáculos, donde es cinco veces campeona nacional neerlandesa y tiene el récord neerlandés con 9:27.38, además de ganar una medalla de oro en el Campeonato Europeo de Atletismo por Equipos de 2021, en la prueba de 3000 m obstáculos.